# Portret van Wolfgang Amadeus Mozart op dertienjarige leeftijd in Verona

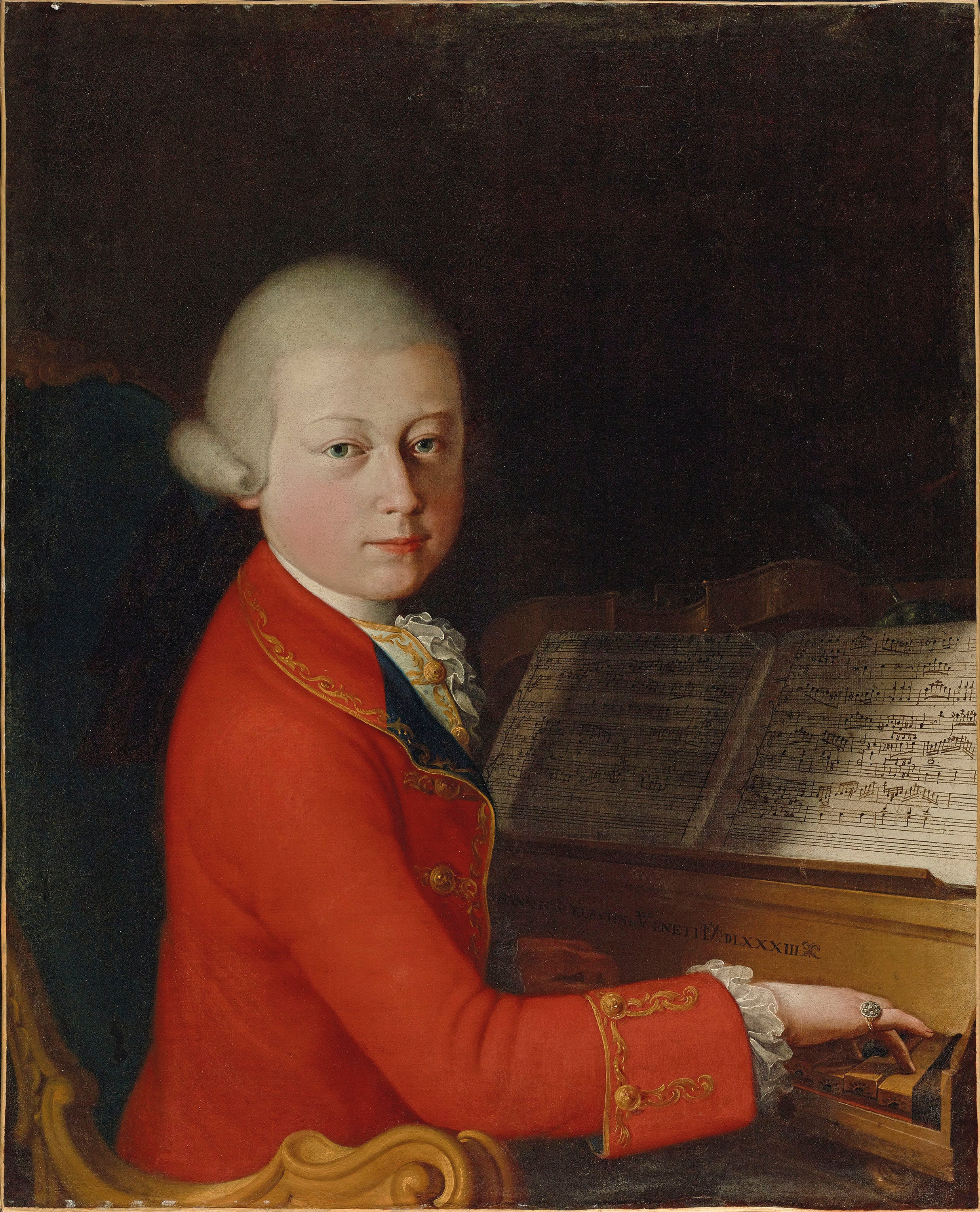
Portret van Wolfgang Amadeus Mozart op dertienjarige leeftijd in Verona; afmetingen 70 op 57 cm.

Het Portret van Wolfgang Amadeus Mozart op dertienjarige leeftijd in Verona is een anoniem olieverfschilderij op doek dat de componist Wolfgang Amadeus Mozart voorstelt gezeten aan een klavecimbel. Het is een van de weinige portretten van Mozart die tijdens zijn leven werden geschilderd. Het werd geschilderd in 1770 door een schilder uit de school van Verona en het wordt toegeschreven aan de Veronese schilder Giambettino Cignaroli (1706-1770). Het werd geschilderd na het enorme succes van een orgelconcert dat de jonge Mozart heeft gegeven in Verona in 1770.

## Onderwerp
Het portret toont de jonge Mozart schrijlings met zijn handen op de toetsen van een klavecimbel terwijl hij de toeschouwer ernstig aankijkt. Het wonderkind draagt een felrode kostuumjas en draagt een witte pruik. Op het klavecimbel bevindt zich een partituur. Men heeft geprobeerd deze partituur te ontcijferen en sommigen menen er een werk van de Venetiaanse componist Baldassare Galuppi in te herkennen. Anderen menen dat er sprake is van een jeugdwerk van Mozart zelf, dat verloren is gegaan.

## Veiling
Het schilderij werd op 27 november 2019 geveild bij Christie's in Parijs en bracht daar 4.031.500 euro op.